# Municipio de West Prairie
El municipio de West Prairie (en inglés: West Prairie Township) es un municipio ubicado en el condado de Poinsett en el estado estadounidense de Arkansas. En el año 2010 tenía una población de 894 habitantes y una densidad poblacional de 4,83 personas por km².

## Geografía
El municipio de West Prairie se encuentra ubicado en las coordenadas 35°38′1″N 90°54′20″O / 35.63361, -90.90556. Según la Oficina del Censo de los Estados Unidos, el municipio tiene una superficie total de 184.93 km², de la cual 182,47 km² corresponden a tierra firme y (1,33 %) 2,46 km² es agua.

## Demografía
Según el censo de 2010, había 894 personas residiendo en el municipio de West Prairie. La densidad de población era de 4,83 hab./km². De los 894 habitantes, el municipio de West Prairie estaba compuesto por el 94,07 % blancos, el 1,45 % eran afroamericanos, el 0,56 % eran amerindios, el 0,34 % eran asiáticos, el 2,68 % eran de otras razas y el 0,89 % eran de una mezcla de razas. Del total de la población el 3,47 % eran hispanos o latinos de cualquier raza.